# Oleg Pashinin
Oleg Pashinin (Moscou, Rússia, 12 de setembre de 1974) és un futbolista retirat que disputà dotze partits amb la selecció d'Uzbekistan, i va jugar la pràctica totalitat de la seua carrera al Lokomotiv Moscou, ciutat on va nàixer.